# Mycetia macrocarpa
Mycetia macrocarpa är en måreväxtart som beskrevs av Foon Chew How och Ined.. Mycetia macrocarpa ingår i släktet Mycetia och familjen måreväxter. Inga underarter finns listade i Catalogue of Life.